# 種市桃子
種市 桃子（たねいち ももこ、4月11日 - ）は日本の女性声優。アクセント所属。青森県八戸市出身。

## 来歴
青森県立八戸高等学校卒業。都留文科大学英文学科卒業。
アクセント附属養成所シャイン12期生。

## 人物
趣味は海外ドラマ鑑賞、料理。特技はスケート。青森の実家はりんご農家である。
双子の姉妹の妹でもあり、双子の姉である種市佳子はNHK青森放送局の元契約アナウンサー。
「さな」という名の柴犬を飼っている。

## 出演
太字はメインキャラクター。

### テレビアニメ
2014年
- 星刻の竜騎士（タンタロス族の少年）

2017年
- ボールルームへようこそ（受付、釘宮巴栄、女先生）
- レゴ フレンズ 〜ともだちキラキラ!ものがたり〜（エマ） - 2017年地上波版

2018年
- バジリスク 〜桜花忍法帖〜（御伽坊主）
- イナズマイレブン アレスの天秤（秘書、双子玉川哲也、草加玄）- 2シリーズ
- メガロボクス（2018年 - 2021年、サンタ） - 2シリーズ
- HUGっと!プリキュア（保育士）

2020年
- ふしぎ駄菓子屋 銭天堂（2020年 - 2021年、佐々木先生、男の子、銭転堂 店主、マナー教室の講師、女性 他）
- 呪術廻戦（客）

2022年
- ジョジョの奇妙な冒険 ストーンオーシャン（グェス） - 2シリーズ
- 夫婦以上、恋人未満。（リンダ）
- うる星やつら (2022)（2022年 - 2024年、女子、少年飛麿、女子生徒） - 2シリーズ

2023年
- ビックリメン（ジャック〈幼少期〉）

2024年
- 勇気爆発バーンブレイバーン（無線、まや攻撃指揮官）
- 烏は主を選ばない（遊女）

### Webアニメ
- LUPIN ZERO（2022年、女B）

### ゲーム
2010年代
- プリンセスコネクト！Re:Dive（2018年、猫）
- JUDGE EYES:死神の遺言（2018年、橋本)

2020年代
- 龍が如く7 光と闇の行方（2020年）
- イモータルズ フィニクス ライジング（2020年、フィニクス〈女性〉）
- メギド72（2021年 - 2023年、マスティマ）
- モンスターストライク（2022年、グェス）
- 龍が如く8（2024年）

### 吹き替え

#### 担当女優
ザジー・ビーツ
- ジョーカー（ソフィー・デュモン）
  - ジョーカー:フォリ・ア・ドゥ

- セバーグ（ドロシー・ジャマル）

#### 映画
- 愛の行方（メッカ）
- あなたの、私のクリスマス?（ヘイリー〈コーラ・カーク〉）
  - あなたの、私のクリスマス?2
- インデペンデンス・デイ: リサージェンス（ボビー〈ギャレット・ウェアリング〉）
- ウィンチェスターハウス アメリカで最も呪われた屋敷（マリアン〈サラ・スヌーク〉）
- エンドレス・エクソシズム（メーガン〈シェイ・ミッチェル〉）
- カレとカノジョの確率（ハドリー・サリバン〈ヘイリー・ルー・リチャードソン〉）
- キングのメッセージ（アルマンド）
- グースバンプス モンスターと秘密の書
- グラディエーターII 英雄を呼ぶ声（アリサット〈ユヴァル・ギョネン〉[11]）
- クリスマス・プリンス（エミリー〈オナー・ニーフシー〉）
  - クリスマス・プリンス: ロイヤル・ウェディング（エミリー〈タヒラ・シャリフ〉）
  - クリスマス・プリンス: ロイヤルベイビー（ルディ〈ジョン・グエラシオ〉）
- 孔子（双喜）
- コンバット・ホスピタル（スージー）
- 西遊記 ヒーロー・イズ・バック（ナタ[12]）
- ザ・プロム
- サムワン・グレート ～輝く人に～（エリン〈ディワンダ・ワイズ〉）
- サンタを救え!〜クリスマス大作戦〜（幼いネビル、トゥインクル）
- シャン・チー/テン・リングスの伝説（スー〈ステファニー・スー〉[13]）
- ゾーイの秘密アプリ（ユキ）
- タイム・トゥ・ラン（シドニー〈ケイト・ボスワース〉）
- TAXi ダイヤモンド・ミッション（サンディ〈サンド・バン・ロイ〉[14]）
- ダンジョンズ&ドラゴンズ/アウトローたちの誇り[15]
- DCエクステンデッド・ユニバース（ベネリア〈ダウツェン・クルース〉）
  - ワンダーウーマン[16]
  - ジャスティス・リーグ[17]
  - ジャスティス・リーグ:ザック・スナイダーカット[18]
- チェイサー（タイラー母）
- ディセンダント（オードリー〈サラ・ジェフェリー〉）
  - ディセンダント3
  - ディセンダント ロイヤルウェディング
- DUNE/デューン 砂の惑星（フレメン女[19]）
- デンジャーマウス（博士）
- 21オーバー〜最初の二日酔い（アギラール / サリー）
- トゥモロー・ウォー（ハート〈ジャスミン・マシューズ〉[20]）
- ドクター・スリープ（アンディ・スネークバイト〈エミリー・アリン・リンド〉[21]）
- トップガン マーヴェリック（ヘイロ[22]）
- ドローン・オブ・ウォー（ヴェラ・スアレス上等空兵〈ゾーイ・クラヴィッツ〉）
- NERVE/ナーヴ 世界で一番危険なゲーム（H・K〈サミラ・ワイリー〉）
- ナオミとイーライのキス禁止リスト（ロビン〈モニーク・コールマン〉）
- ナニー（サレイ〈ゼファニ・イドコ〉）
- ノクターナル・アニマルズ（インディア・ヘイスティングス）
- Back to Black エイミーのすべて（エイミー・ワインハウス〈マリサ・アベラ〉）
- ビートルジュース ビートルジュース（警告ボイスの女[23]）
- ビーニー・バブル（シーラ・ハーパー〈サラ・スヌーク〉）
- フライ・ミー・トゥ・ザ・ムーン（ルビー・マーティン〈アンナ・ガルシア〉[24]）
- ブラック アンド ブルー（アリシア・ウェスト〈ナオミ・ハリス〉[25]）
- プロジェクト・アルマナック
- 星の王子 ニューヨークへ行く2（ミレンベ〈ノムザモ・ムバサ〉[26]）
- ホ・ジュン（恭婿）
- マイヤーウィッツ家の人々 (改訂版)（トニー）
- マック&デヴィンの"ハイ"スクール生活（アシュリー）
- マックスヒーローズ（ニコル）
- マレガオンのスーパーボーイズ〜夢は映画と共に〜（トゥルプティ）
- マンスフィールド・パーク（ジュリア）
- ミーン・ガールズ2（ジョー〈メガン・ジェット・マーティン〉）
- ミストレス（ルーシー）
- ミス・ペレグリンと奇妙なこどもたち（フィオナ〈ジョージア・ペンバートン〉）
- ミッション:インポッシブル/フォールアウト（女性音声[27]）
- ミッシング・サン（アダム〈タイ・シンプキンス〉）
- ミッドウェイ（ダグニ〈レイチェル・ペレル・フォスケット〉[28]）
- ミッドナイト・スカイ（マヤ〈ティファニー・ブーン〉）
- モンキーラッシュ（イタズラ小僧）
- ラン・スイートハート・ラン
- ラン・ラビット・ラン（デニース〈ナオミ・ルカヴィナ〉）
- リベンジ・スワップ（ドレア〈カミラ・メンデス〉）
- 令嬢ジョンキエール -愛と復讐の果てに-（ジョンキエール〈アリス・イザーズ〉）
- レッズ ※U-NEXT版
- レッドオークス（スカイ〈アレクサンドラ・ソーシャ〉）
- レディ・プレイヤー1（ブルネットIOI[29]）
- リディーミング・ラブ 〜あがないの愛〜（エンジェル〈アビゲイル・コーウェン〉）
- 山猫は眠らない6 裏切りの銃撃
- 私の恋愛のすべて（アン・ヒソン〈ハン・チェア〉）
- ワンス・アポン・ア・タイム・イン・ハリウッド（シャロン・テート〈マーゴット・ロビー〉）

#### ドラマ
- iゾンビ（ベイトン・チャールズ〈アリソン・ミシェルカ〉）
- I-Land 戦慄の島（KC〈ケイト・ボスワース〉）
- アウトサイダー（ホリー・ギブニー〈シンシア・エリヴォ〉）
- アップロード 〜デジタルなあの世へようこそ〜（ノラ・アントニー〈アンディ・アロー〉）
- ウエストワールド（ドロレス・アバーナシー〈エヴァン・レイチェル・ウッド〉）
- FBI: 特別捜査班
- カウンターパート/暗躍する分身（ナディア・フィエロ / ボールドウィン〈サラ・セラヨッコ〉）
- 逆賊-民の英雄ホン・ギルドン-（チャン・ノクス〈イ・ハニ〉）
- クリプトン（ニサ＝ヴェックス〈ウォーリス・デイ〉）
- クリミナル・マインド8 FBI行動分析課（アンバー）
- ザ・エージェンシー（サミア〈ジョディ・ターナー＝スミス〉[30]）
- ザ・キャプチャー 歪められた真実（レイチェル・ケアリー〈ホリデイ・グレインジャー〉[31]）
- サム&キャット（ランディ）
- サルベーション -地球の終焉-（ジリアン・ヘイズ〈ジャクリーン・バイヤーズ〉）
- THIS IS US/ディス・イズ・アス（マディソン〈ケイトリン・トンプソン〉）
- CSI:13 科学捜査班（アマンダ）
- ジ・アメリカンズ（ケイト）
- ジュビリー 〜ボリウッドの光と影〜（スミトラ）
- 私立探偵ヴァルグ5
- スタートレック:ストレンジ・ニュー・ワールド（ラアン・ヌニエン・シン〈クリスティーナ・チョン〉）
- SUPERGIRL/スーパーガール(メガン・モーズ/ミス・マーシャン<シャロン・リール>)[32]
- S.W.A.T.（クリスティーナ・“クリス”・アロンゾ〈リナ・エスコ〉[33]）
- 大草原の小さな家 シーズン6 #15（ダニエル〈アルバン・ブラントン〉）※NHK BS4K版
- デッドウォーター・フェル～虚像に殺された家族～（ジェス・ミルナー〈クシュ・ジャンボ〉[34]）
- ハウス・オブ・ザ・ドラゴン（ミサリア〈ソノヤ・ミズノ〉[35]）
- バッド・モンキー（ローザ〈ナタリー・マルティネス〉）
- パトリック・メルローズ（ブリジット・グレイヴゼント〈ホリデイ・グレインジャー〉[36]）
- ビッグ・リトル・ライズ（教師ほか）
- ブラック・ミラー
- THE BLACKLIST/ブラックリストファイナル・シーズン(シーヤ・マリク〈アーニャ・バナジー〉)[37]
- プリズン・ブレイク シーズン5（シバ〈インバー・ラヴィ〉）
- BRAVE NEW WORLD/ブレイブ・ニュー・ワールド（ヘルム・ワトソン〈ハナ・ジョン＝カーメン〉[38]）
- マイケル・J・フォックス・ショウ（メーガン）
- マジシャンズ（マーゴ〈サマー・ビシル〉）
- MR. ROBOT/ミスター・ロボット（ヨアンナ・ウェリック〈ステファニー・コーネリウッセン〉）
- ムーンナイト
- Major Crimes 〜重大犯罪課 シーズン2（スティーブ）
- モダン・ラブ シーズン2 #3（ポーラ〈ルーシー・ボイントン〉[39]）
- やってないってば!（タミー、幼いローガン）
- 不良〈ヤンキー〉ですね（ウーション）
- レディ・イン・ザ・レイク（クレオ〈モーゼス・イングラム〉）
- リゾーリ&アイルズ4（ローデス・サンタナ）

#### アニメ
- アイス・エイジ5/止めろ! 惑星大衝突
- 西遊記 ヒーロー・イズ・バック（ナタ[40]）
- サンダーバード ARE GO（ハヴォック）
- ズートピア（女ウサギ記者）
- スタートレック:ローワー・デッキ（ドヴァナ・テンディ）
- スノーベイビー（イー[41]）
- ダックテイルズ（リナ）
- トロールズ バンド・トゥゲザー（ビバ[42]）
- ネクスト ロボ
- バジャのスタジオ（田島）
- ハズビン・ホテルへようこそ（ヴァギー）
- フェルディナンド
- ほら、ここにいるよ: このちきゅうでくらすためのメモ（フィンの母親）
- 魔法が解けて（ビーン）
- LEGO スター・ウォーズ/オールスターズ（リナ）
- レゴバットマン ザ・ムービー
- ロード・オブ・ザ・リング/ローハンの戦い（男の子1[43]）

### デジタルコミック
- イナズマイレブン〜ペンギンを継ぐ者〜 超次元ムービーコミック（2018年、双子玉川哲也） - 限定カード&DVD付き特装版

### ご当地キャラクター
- 八戸商工会議所「Buyはちのへ運動」マスコットキャラクター「うみねこはっぴー」

### シリーズ一覧
1. ↑  『アレスの天秤』（2018年）、続編『オリオンの刻印』（2018年）
2. ↑  第1期（2018年）、第2期『NOMAD メガロボクス２』（2021年）
3. ↑  第1クール（2022年）、第2クール（2022年）
4. ↑  第1期（2022年 - 2023年）、第2期（2024年）